# Cornukaempferia aurantiflora
Cornukaempferia aurantiflora là một loài thực vật có hoa trong họ Gừng. Loài này được John Donald Mood và Kai Larsen mô tả khoa học đầu tiên năm 1997.

## Phân bố
Quần thể hoang dã của loài này được tìm thấy ở cao độ khoảng 765 m trong rừng thứ sinh nhiều bóng râm ở tỉnh Phetchabun, đông bắc Thái Lan. Được trồng tại Thái Lan, Hoa Kỳ và Australia. Mẫu mô tả loài: Mood 96P24, thu thập tại chợ ở Băng Cốc.

## Mô tả
Cây thảo thân rễ thấp. Thân rễ đường kính ~15–20 mm, màu trắng với lõi màu vàng; củ ~1 × 8 cm, màu vàng với lõi màu nâu nhạt, mùi thơm nhẹ và vị đắng. Lá 2-3, ban đầu mọc thẳng đứng, sau mọc ngang so với đất nhưng cao dần lên. Bẹ lá ~3–10 cm; lưỡi bẹ ngắn, 2–4 mm, có khía răng cưa; cuống lá 5–11 cm, màu xanh lục với một dải màu tím vừa; phiến lá hình trứng rộng tới hình gần tròn, 20-25 × 14–15 cm; mặt trên màu xanh lục với các vệt màu trắng bạc giữa các gân, nhẵn nhụi với các gân nổi lên, mặt dưới màu tía sẫm với lông dài màu trắng; mép gợn sóng. Cụm hoa ít hoa (10-15 hoa); lá bắc hình mác, đầu nhọn, màu ánh lục với đỉnh màu hồng, lá phía dưới ~5 cm nhỏ dần lên phía trên; ống đài hoa ~13 mm, răng 7–9 mm; ống tràng hoa 25–30 mm; các thùy màu da cam ánh đỏ sẫm; các thùy bên 40 × 7 mm, thùy lưng dài ~50 mm, tại gốc 10 mm thon dần về đỉnh có nắp, mép cuốn trong; nhị lép bên màu da cam, hình mác ngược với mép gợn sóng, 30 × 13 mm; cánh môi màu da cam với các vạch đỏ ở gốc, hình tam giác rộng, hình túi, vớp mép gợn sóng; nhị với chỉ nhị rất ngắn, bao phấn dài ~15 mm, mở theo chiều dọc, phần phụ liên kết tạo thành một mào dài, hẹp, cong về phía trước, dài 10–13 mm tương tự như mào ở Zingiber. Bầu nhụy hình elipxoit, với lông ngắn, dài ~10 mm. Không thấy quả chín.